# Longchamp-sous-Châtenois
Longchamp-sous-Châtenois település Franciaországban, Vosges megyében. Lakosainak száma 81 fő (2022. január 1.). Longchamp-sous-Châtenois Châtenois, Darney-aux-Chênes, La Neuveville-sous-Châtenois és Sandaucourt községekkel határos.

## Népesség
A település népességének változása:
| Lakosok száma | 83   | 72   | 74   | 66   | 76   | 78   | 81   | 82   | 81   |
|               | 2013 | 2015 | 2016 | 2017 | 2018 | 2019 | 2020 | 2021 | 2022 |